# 格拉德科維齊卡卡米揚卡
51°22′39″N 28°58′30″E / 51.37750°N 28.97500°E
格拉德科維齊卡卡米揚卡（烏克蘭語：Гладковицька Кам'янка），是烏克蘭北部的村莊，隸屬日托米爾州的科羅斯滕區。該村始建於1914年，面積1.48平方公里，海拔高度150米，2001年人口37。